# Madisen Beaty
Madisen Beaty (Centennial, Colorado; 28 de febrero de 1995) es una actriz estadounidense y DJ. Como actriz, es conocida por sus papeles de Daisy Fuller en El curioso caso de Benjamin Button (2008), Doris Solstad en The Master (2012), Rebeccah Mulcahey en Otras personas (2016), Talya Banks en la serie The Fosters (2013-2018), Iris en The Magicians (2018-2019) y Katie en Érase una vez en Hollywood (2019).

## Vida y carrera
Madisen Beaty nació en Centennial, Colorado. Mientras vivía en Denver, apareció en más de 65 montajes teatrales. Interpretó a Lindsay en un anuncio del Ad Council sobre cyberbullying. También interpretó a Daisy a los 10 años en la película El curioso caso de Benjamin Button. También protagonizó la película independiente The Five y apareció como Leslie en el episodio de iCarly "iWas a Pageant Girl". 
Está representada por The Schiff Co y el Coast to Coast Talent Group.

## Filmografía

### Cine
| Año 2018 | Título The Clovehitch Killer        | Papel               | Notas                         |
| -------- | ----------------------------------- | ------------------- | ----------------------------- |
| 2006     | Uncloseted Skeletons                | Crista de joven     | Cortometraje                  |
| 2007     | Steep                               | Colegiala           | Cortometraje                  |
| 2008     | The Curious Case of Benjamin Button | Daisy a los 10 años |                               |
| 2010     | Adalyn                              | Patricia            | Cortometraje                  |
| 2012     | RockBarnes: The Emperor in You      | Wendy               |                               |
| 2012     | The Master                          | Doris Solstad       | Estrenada el 14 de septiembre |
| 2016     | Other People                        | Rebeccah Mulcahey   |                               |
| 2016     | Outlaws and Angels                  | Charlotte Tildon    |                               |
| 2019     | Érase una vez en Hollywood          | Katie               |                               |

### Televisión
| Año       | Título             | Papel           | Notas                           |
| --------- | ------------------ | --------------- | ------------------------------- |
| 2008      | Family Man         | Julie Becker    | Telefilm                        |
| 2010      | The Pregnancy Pact | Sara Dougan     | Telefilm                        |
| 2010      | iCarly             | Leslie          | Episodio: "iWas a Pageant Girl" |
| 2010      | The Five           | Adilyne         | Vídeo                           |
| 2010      | No Ordinary Family | Sara Berg       | Episodio: "No Ordinary Ring"    |
| 2010      | NCIS               | Kristin Haskell | Episodio: "Dead Air"            |
| 2011      | Miss Behave        | Sam             | 6 episodios                     |
| 2012      | Beautiful People   | Elizabeth       | Telefilm                        |
| 2013-2018 | The Fosters        | Talya           | 15 episodios                    |
| 2018      | Here and Now       | Emma            | 2 episodios                     |
| 2018–2019 | The Magicians      | Iris            | 2 episodios                     |